# Némusien
Lasiommata maera
Espèce
Le Némusien (le mâle), ou Ariane (la femelle), (Lasiommata maera), est une espèce de lépidoptères (papillons) appartenant à la famille des Nymphalidae, à la sous-famille des Satyrinae et au genre Lasiommata.

## Dénomination
Le Némusien et l'Ariane ont été nommés Lasiommata maera par Carl von Linné en 1758.
Synonymes : Papilio maera Linnaeus, 1758; Pararge maera silymbria Fruhstorfer, 1909; Papilio hiera Fabricius, 1777; Pararge monotonia Schneider, 1885,.

### Noms vernaculaires
Le Némusien et l'Ariane se nomment Large Wall Brown en anglais, Rispenfalter ou Braunauge en allemand et Pedregosa en espagnol.

### Sous-espèces
- Lasiommata maera maera

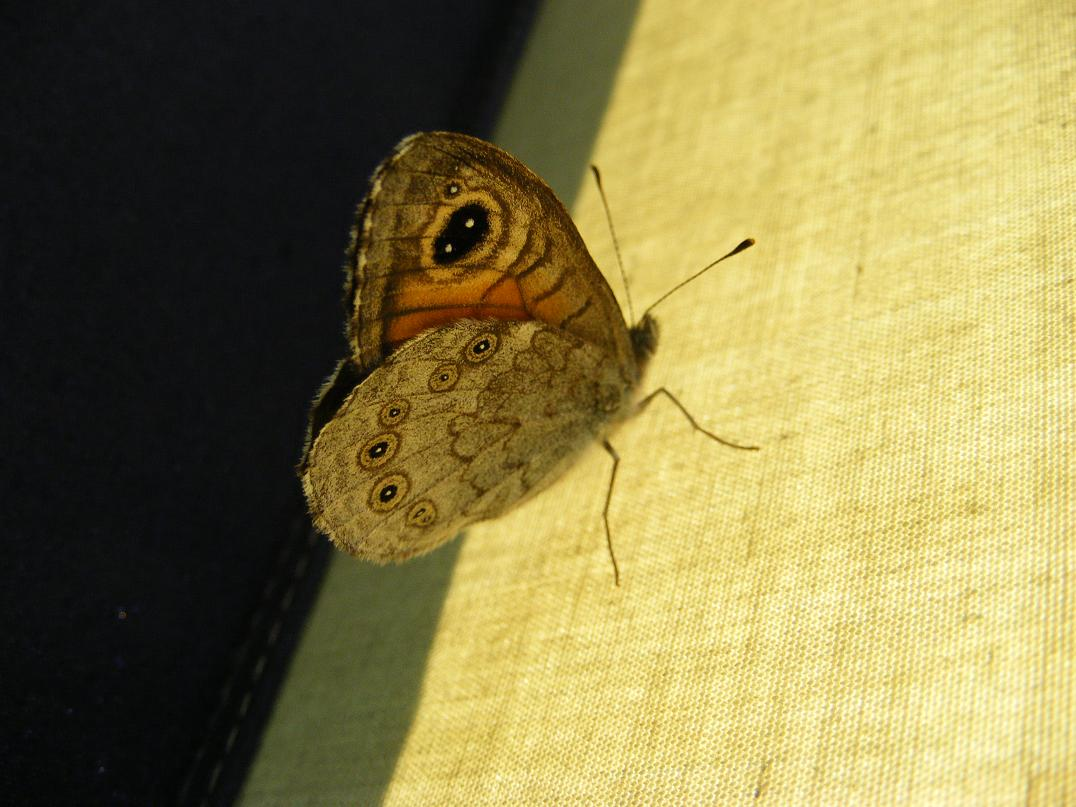
Revers.

- Lasiommata maera abastumana (Sheljuzhko, 1937) ; au Caucase.
- Lasiommata maera adrasta (Hübner, [1823-1824]) ; dans le sud-ouest de l'Europe, au Maroc et en Algérie.
- Lasiommata maera crimaea (A. Bang-Haas, 1907)
- Lasiommata maera jachontovi (Sheljuzhko, 1937) ; au Caucase.
- Lasiommata maera meadewaldoi (Rothschild, 1917) ; au Maroc considéré parfois comme une espèce distincte.
- Lasiommata maera ordona (Fruhstorfer, 1909) ; dans les steppes de Sibérie.
- Lasiommata maera orientalis (Rühl, 1894) ; en Arménie[1].

## Description
Le Némusien ou Ariane est un papillon de taille moyenne de couleur  marron clair orné aux antérieures d'une bande submarginale jaune orangé entrecoupée avec un ocelle noir pupillé de blanc à l'apex et aux postérieures deux ou trois ocelles juste cernés de jaune orangé ou dans une bande submarginale jaune orangé entrecoupée comme aux antérieures.
Le verso des antérieures est très marqué de jaune orangé avec l'ocelle noir pupillé de blanc et cerné de jaune à l'apex, alors que les ailes postérieures sont de couleur terne, beige grisé, ornées d'une ligne d'ocelles noirs pupillés de blanc, cerclés successivement de marron clair puis d'une ligne marron.

## Biologie

### Période de vol et hivernation
Le Némusien ou Ariane vole en une génération au nord de son aire, deux ou même peut-être trois (c'est à confirmer) générations au sud.
En Belgique, située en marge nord de son aire de distribution, l'espèce présente deux générations annuelles dans les régions calcaires (vallées de la Meuse et de ses affluents) mais une seule en Ardenne où le climat est plus rude.

### Plantes hôtes
Les plantes hôtes de sa chenille sont diverses poacées (graminées) : Glyceria fluitans, Calamagrostis epigejos, Calamagrostis arundinacea, Calamagrostis varia, Deschampsia flexuosa, Agrostis capillaris, Festuca ovina, Festuca rubra, Poa bulbosa, Poa pratensis, Nardus stricta,.

## Écologie et distribution
Le Némusien ou Ariane est présent en Afrique du Nord, en deux isolats, l'un au Maroc, l'autre en Algérie, dans toute l'Europe non nordique, et dans l'ouest de l'Asie tempérée,.
Le Némusien ou Ariane est présent dans presque tous les départements de la France métropolitaine, il n'est absent que du Pas-de-Calais, des Landes, du Lot-et-Garonne, du Gers et de Corse, mais il n'a pas été retrouvé depuis 1980 dans de nombreux départements de la moitié ouest de la France.
En Belgique, Lasiommata maera est présent uniquement dans le sud, en Région wallonne. C'est une espèce rare, en déclin, qui subsiste essentiellement sur les versants des vallées de la Meuse, du Viroin, de la Lesse et de l'Ourthe, ainsi qu'en Ardenne. Elle est historiquement inconnue au nord du sillon Sambre-et-Meuse et semble avoir disparu de Lorraine belge.

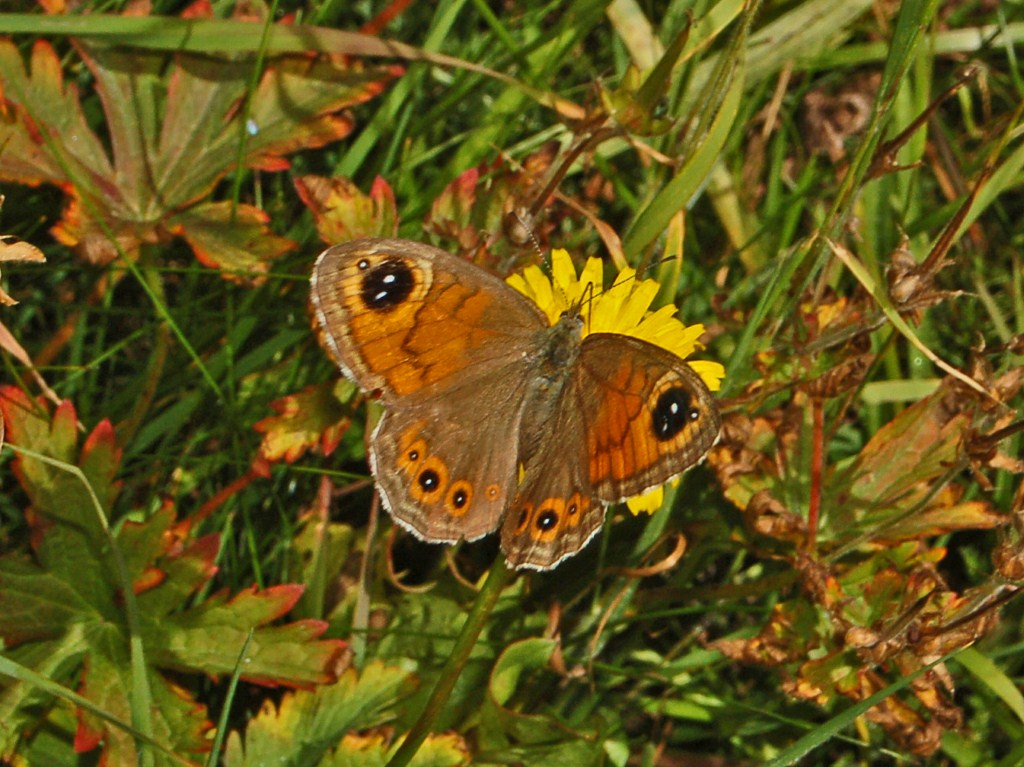
Lasiommata maera en Italie.

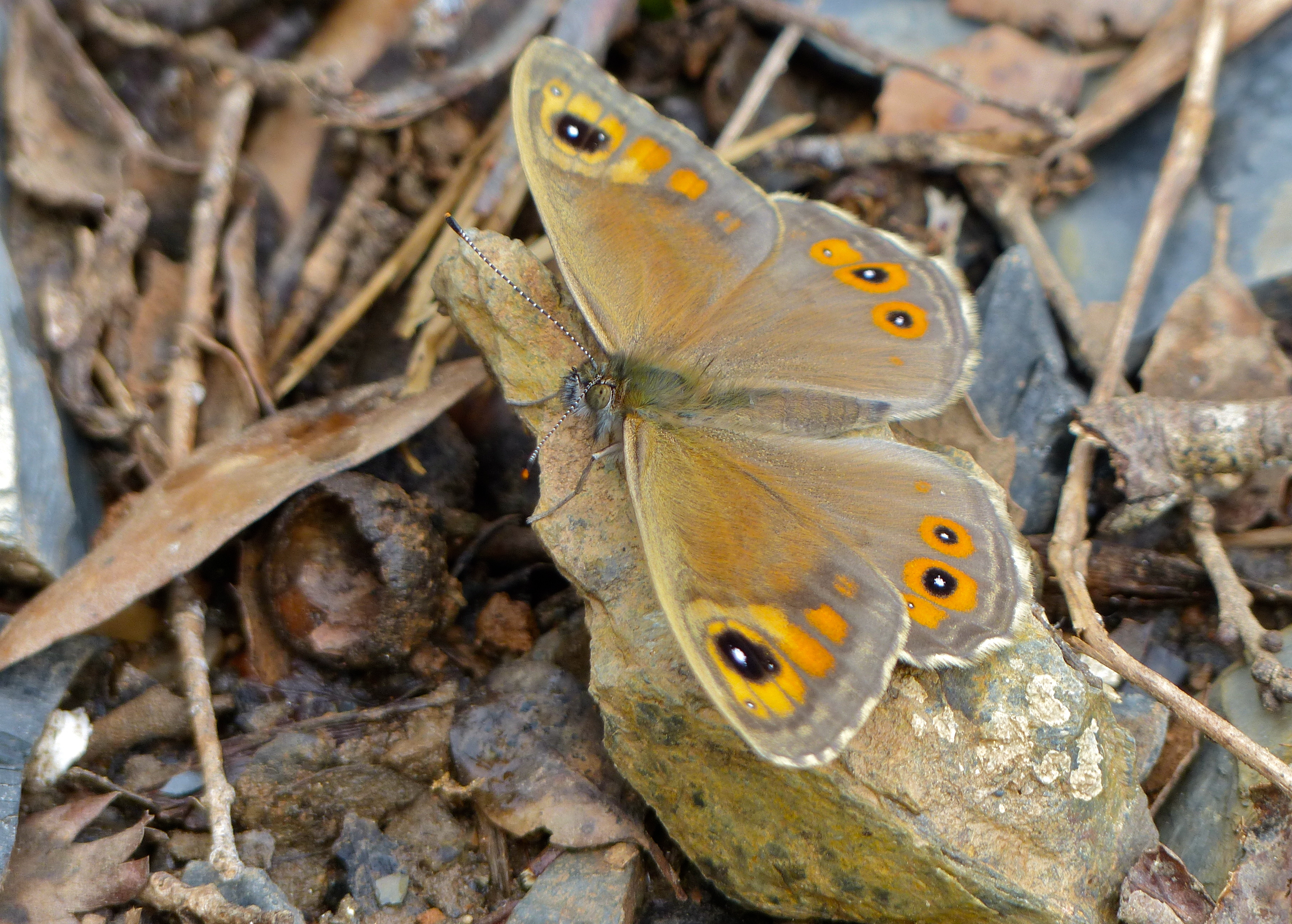
Lasiommata maera ♂ en Espagne.

### Biotope
Le Némusien ou Ariane réside dans les lieux pierreux et broussailleux. En Belgique, l'espèce fréquente surtout les zones rocheuses calcaires, en particulier dans la vallée de la Meuse, mais elle se rencontre aussi localement en Ardenne au niveau des vieux murets de pierres, des affleurements gréseux et des éboulis de carrières.

### Protection
Pas de statut de protection particulier.
Au Maroc, il serait en très forte régression et même en danger, sans raison apparente si ce n'est le réchauffement climatique.